# Comuna de Gołdap
Gołdap (polaco: Gmina Gołdap) é uma gminy (comuna) na Polónia, na voivodia de Vármia-Masúria e no condado de Gołdapski. A sede do condado é a cidade de Gołdap.
De acordo com os censos de 2004, a comuna tem 19 877 habitantes, com uma densidade 54,9 hab/km².

## Área
Estende-se por uma área de 361,73 km², incluindo:
- área agrícola: 62%
- área florestal: 26%

## Demografia
Dados de 30 de Junho 2004:
|                      | Total   | Total | Mulheres | Mulheres | Homens  | Homens |
| -------------------- | ------- | ----- | -------- | -------- | ------- | ------ |
|                      | pessoas | %     | pessoas  | %        | pessoas | %      |
| População            | 19 877  | 100   | 10 062   | 50,6     | 9815    | 49,4   |
| Densidade (pop./km²) | 54,9    | 100   | 27,8     | 27,8     | 27,1    | 27,1   |

De acordo com dados de 2002, o rendimento médio per capita ascendia a 1414,99 zł.

## Comunas vizinhas
- Banie Mazurskie, Dubeninki, Filipów, Kowale Oleckie.